# Robert Laucournet
Robert Laucournet, né le 22 juillet 1921 à Limoges et mort dans cette même ville le 14 octobre 2008, est un homme politique français. 

## Biographie
Robert Laucournet est un ancien élève du lycée Gay-Lussac de Limoges. Homme fort du socialisme haut-viennois dans les années 1960 et 1970 (il en est le premier secrétaire fédéral de 1971 à 1977), il exerce le mandat de maire d'Isle de 1953 à 1995. Il est aussi sénateur de la Haute-Vienne de 1968 à 1995, durant trois mandats successifs, et conseiller général, élu dans le canton de Limoges-Isle, de 1973 à 1992. Il siège aussi au conseil régional du Limousin de 1973 à 1986.

## Détail des fonctions et des mandats
Mandats parlementaires
- 22 septembre 1968 - 25 septembre 1977 : Sénateur de la Haute-Vienne
- 25 septembre 1977 - 28 septembre 1986 : Sénateur de la Haute-Vienne
- 28 septembre 1986 - 1er octobre 1995 : Sénateur de la Haute-Vienne
- Vice-président du Sénat (1980-1983)